# Референдум о плану Контакт групе
Референдум о плану Контакт групе одржан је у Републици Српској 27. и 28. августа 1994. године, након што је Народна скупштина Републике Српске одбила план на сједници 8. августа. Према плану босанскохерцеговачким Србима је требало припасти 49% територије Босне и Херцеговине, иако су они тада држали 2⁄3 територије. Против плана је гласало 96,12% гласача. Након референдума, предсједник Републике Српске Радован Караџић је рекао ће тражити нову мапу, као и нове мировне преговоре. Међутим, Контакт група — Уједињено Краљевство, Француска, Њемачка, Русија и Сједињене Америчке Државе — тврдила је да је референдум био превара.